# Wilhelm Vorsager
Wilhelm Vorsager (Baden, 29 giugno 1997) è un calciatore austriaco, centrocampista del Stripfing.

## Caratteristiche tecniche
È un mediano.

## Carriera

### Club
Cresciuto nel settore giovanile dell'Admira Wacker M., ha esordito in prima squadra il 16 dicembre 2017 disputando l'incontro di Bundesliga austriaca vinto 3-1 contro l'Altach.

### Nazionale
Ha giocato nelle nazionali giovanili austriache Under-18 ed Under-19.